# Dampegeest
Dampegeest was een kasteel in het Nederlandse dorp Limmen, provincie Noord-Holland. Van het kasteel zijn zichtbare restanten bewaard gebleven.

## Geschiedenis
Het geslacht Van Tetrode bezat het goed Ampegeest reeds in de 14e eeuw. Mogelijk is het kasteel in die tijd gebouwd door Hendrik van Tetrode.
Dirck van Tetrode droeg in 1403 het goed Ampegeest in leen op aan Arend van Egmond. In 1451 werd voor het eerst melding gemaakt van de hofstede De Ampegeest. De nazaten van Dirck behielden Ampegeest/Dampegeest in bezit tot 1525, toen de Haarlemse brouwer Arent van Souwen als erfgenaam met het goed werd beleend.

### Van Limmen
In 1530 verkocht Arent van Souwen het goed Dampegeest aan Adriaen Woutersz. van Limmen. De familie Van Limmen had financiële problemen en moest haar uiterste best doen om Dampegeest te kunnen behouden. Zo moest de familie na de dood van Adriaen in 1543 geld lenen bij het Convent van de Kanonessen-Regulieren ter Zijl. Zijn zoon Wouter werd in 1544 beleend met Dampegeest en diens zoon Adriaan in 1561.
Het huis Dampegeest is waarschijnlijk in 1573 of 1574 verwoest in de nasleep van het beleg van Alkmaar of het beleg van Haarlem. In 1585 is het huis hersteld, maar de schulden voor de familie Van Limmen waren inmiddels te hoog opgelopen, waarna het goed werd verkocht aan Pieter Kies. In 1589 volgde de nieuwe belening, maar reeds in 1592 droeg Pieter Kies het eigendom over aan Pieter Pauw (1552-1611).

### Schouten
Diverse wisselingen van eigenaren volgden. Jacob Schouten werd in 1683 beleend en na zijn overlijden in 1712 kwam Dampegeest aan zijn dochter Johanna Maria. Zij droeg het goed over aan naar nicht Geertruyd Cornelia Schouten. Toen haar man overleed, werd Geertruyd in 1723 zelf beleend met Dampegeest. Ze besloot per testament Dampegeest na te laten aan haar nog levende dochter en aan de kinderen van haar overleden dochter. Toen Geertruyd overleed, verkochten haar twee schoonzoons in 1732 Dampegeest per openbare veiling.

### Du Peyrou
De nieuwe eigenaar was Hendrik Groskamp. Hij had Dampegeest niet voor zichzelf gekocht, maar voor Jacobus Du Peyrou van Limmen (1692-1756), die in 1732 ook al de heerlijkheid Limmen had gekocht. Zijn zoon Jacob Jan werd in 1757 met het huis en de heerlijkheid beleend. Hij deed alles weer over aan zijn halfzus Anna Maria, die in 1777 met de goederen werd beleend en zich sindsdien Vrouwe van Limmen kon noemen.

### Sloop
Via verervingen kwam Dampegeest rond 1840 terecht bij Matthijs Hendrik Weldijk. Zijn erfgenamen verkochten in 1846 Dampegeest aan de timmerman Menno Vink Ivangh. Hij sloopte het huis en rooide het park en de tuinen.

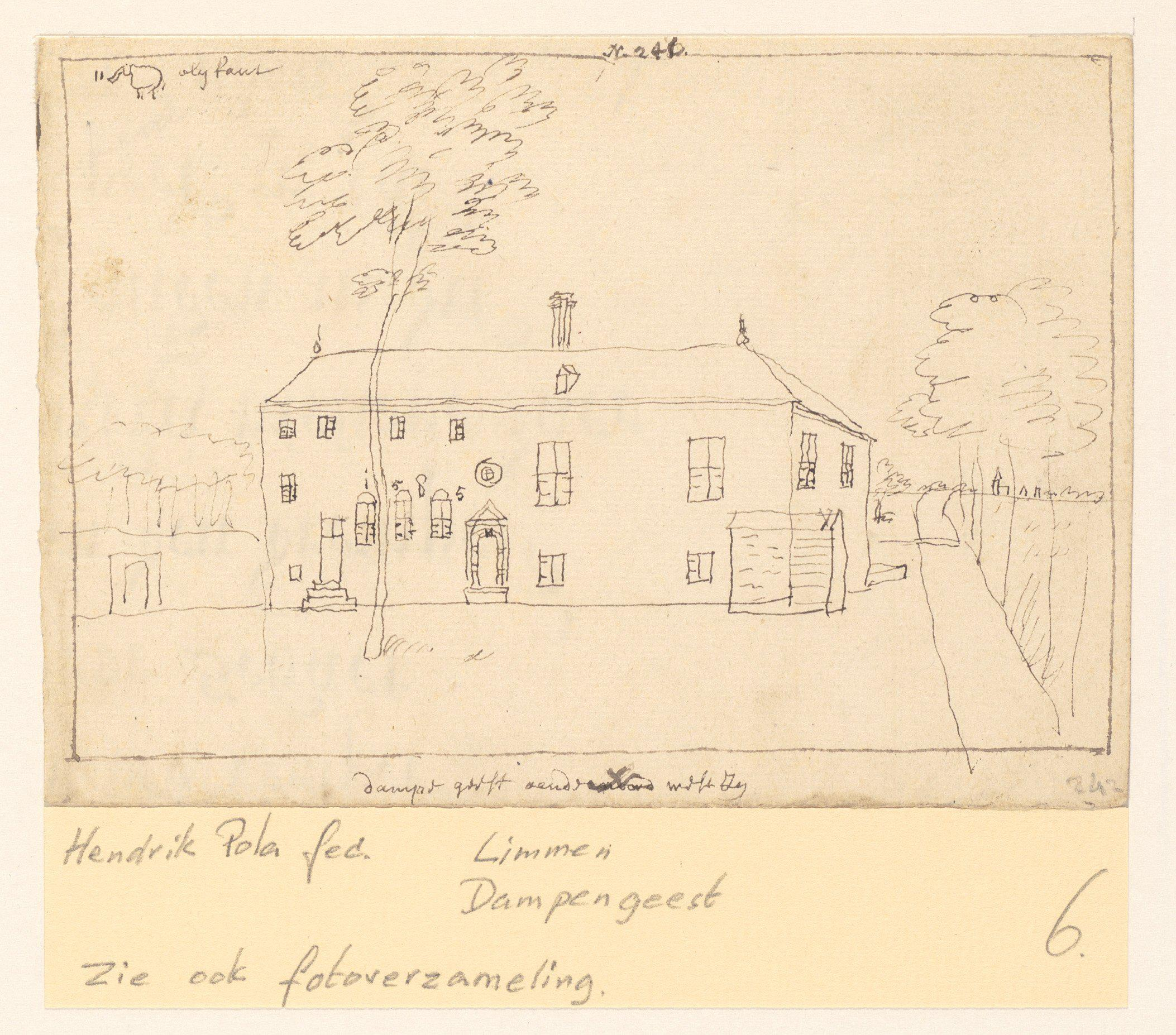
Dampegeest in 1718

## Beschrijving
Het huis Dampegeest was oorspronkelijk een omgrachte stenen woontoren. Mogelijk was er al een oudere curtis op deze locatie aanwezig.
Afbeeldingen uit circa 1630 laten een langgerekt gebouw zien. Het bestaat uit twee delen, samengebracht onder één dak. Het linkerdeel heeft een middeleeuwse uitstraling, met muurankers die het jaartal 1585 aangeven: dit is niet het bouwjaar, maar het jaar waarin het huis werd hersteld van de oorlogsschade. Het rechterdeel heeft een 17e-eeuwse uitstraling met kruisramen.
Een tekening uit 1784 toont een hoog en smal gebouw onder een zadeldak. Naast het huis staat een boerderij.
Rond 1840 werd het huis gemoderniseerd. Hierbij zijn de linker- en rechterzijde teruggebracht tot één verdieping, terwijl het middendeel twee verdiepingen behield.
Adrichem · Aelbrechtsberg · Akersloot · Amstel · Amsterdam · Assendelft · Assumburg · Banjaert · Beeckestijn · Berkenrode · Boekel · Bollenhofstede · Ten Bosch · Brederode · Caprera · Ter Coulster · Cranenbroek · Dampegeest · Eenigenburch · Egmond · Heemstede · Hilversum · Ilpenstein · Jan Aernts woninge van Bennebroek · Keggenrode · Ter Kleef · Kostverloren · Kronenburg · Marquette · Merestein · Middelburg · Muiderslot · Nederhorst · Nieuwburg · Nuwendoorn · Oud Haerlem · De Park · Poelenburg · Purmersteijn · Radboud · Huis te Ramp · Reewijk/Rietwijk · Rolland · Ruysdael · Schagen · Huis te Schoten · Sparenwoude · Te Spijk · Swanenburch · Sypesteyn · Tetrode · Teylingerbosch · Torenburg · Velsen · De Vlotter · Vogelenzang · Ter Wijc · Wijdenes · Ypestein · Te Zaanen